# Oberspreewald-Lausitz
Oberspreewald-Lausitz là một Kreis (huyện) thuộc bang Brandenburg, Đức. Các huyện lân cận bao gồm: Dahme-Spreewald, Spree-Neiße, Kamenz và Riesa-Großenhain thuộc Saxony, và huyện Elbe-Elster.

## Huy hiệu
| Coat of arms |

## Thị trấn và đô thị
| Amt-free towns | Ämter |                                                                                              |
| --- | --- | -------------------------------------------------------------------------------------------- |
| 1. Calau 2. Großräschen 3. Lauchhammer 4. Lübbenau 5. Schwarzheide 6. Senftenberg 7. Vetschau Amt-free municipalities 1. Schipkau | 1. Altdöbern 1. Altdöbern1 2. Bronkow 3. Luckaitztal 4. Neupetershain 5. Neu-Seeland 2. Ortrand 1. Frauendorf 2. Großkmehlen 3. Kroppen 4. Lindenau 5. Ortrand1, 2 6. Tettau | 3. Ruhland 1. Grünewald 2. Guteborn 3. Hermsdorf 4. Hohenbocka 5. Ruhland1, 2 6. Schwarzbach |
| 1seat of the Amt; 2town | |                                                                                              |